# 鲍氏支祠
鲍氏支祠又名敦本堂，俗称“男祠”，位于中国安徽省黄山市歙县郑村镇棠樾村的棠樾牌坊群西端的三座祠堂之一，慈孝里坊北侧，坐北朝南，西侧为世孝祠，对面为女祠清懿堂。敦本堂建于明嘉靖四十年（1561年），清嘉庆六年（1801年）两淮盐务总商鲍志道出资重修。1996年列为第四批全国重点文物保护单位的一部分。
敦本堂进深三进两天井，面阔五开间，门外有砖雕八字墙、五凤楼，石柱间由冬瓜梁衔接。第二进两边各有两个大字——忠孝廉洁。“敦本堂”匾额为书法家王文治题写。第三进有刘墉和安徽巡抚朱珪留下的碑刻。祠堂内还有两块鲍氏家族的义田禁碑。16扇黑漆屏风门上有书法家邓石如书写的《鲍氏五伦述》。
每年冬至祭祖，鲍氏8岁以上的子弟必须参加，聆听长辈教导忠孝伦常，并申斥不孝敬父母、偷盗财物、损害家族名誉者，将其逐出家族。